# Зинченко, Анатолий Алексеевич
Анато́лий Алексе́евич Зи́нченко (8 августа 1949, Сталинск, РСФСР, СССР) — советский футболист (нападающий) и тренер. Считается первым советским легионером. Мастер спорта СССР международного класса (1982).

## Биография
Воспитанник футбольной школы волгоградского «Трактора», в которой начал заниматься в 1962 году.
В 1967—1968 годах выступал во второй группе «А» первенства СССР в составе волгоградского «Трактора». Во второй половине 1968 года перешёл в ростовский СКА для прохождения армейской службы. В 1972 году был приглашён тренером ленинградского «Зенита» Евгением Горянским для усиления команды. В 1975 году, после прихода в команду главного тренера Германа Зонина, перешёл в местное «Динамо». Следующий тренер «Зенита» Юрий Морозов вернул Зинченко в команду.
В 1980 году редактор спортивного отдела австрийской газеты «Фольксштимме» Курт Частка задался целью купить для венского «Рапида» советского футболиста. После долгих переговоров глава советского спорта Сергей Павлов предложил Анатолия Зинченко, который 28 октября и прибыл в Вену. Положительный исход переговоров объяснялся во многом тем, что «Рапид» считался в Австрии «рабочей» командой и имел прочные связи с Коммунистической партией Австрии. Официально при этом Зинченко числился специалистом-техником по электронному оборудованию, командированным в советское торгпредство и получал зарплату в посольстве, так как деньги, платившиеся «Рапидом», переводились в СССР. За успехи в австрийском клубе Зинченко было присвоено звание «мастер спорта СССР международного класса».

Отличался умением правильно распоряжаться мячом, уверенно чувствовал себя при обводке. Любил подключаться к атакам из глубины поля, хорошо играл головой, владел сильным ударом с обеих ног.— 
Провёл в карьере 375 игр, забил 83 мяча.
После возвращения в СССР в 1983 году тренировал заводские команды «Климовец» и «Красный треугольник», выступавшие в чемпионате Ленинграда. Затем был тренером в командах «Строитель» Череповец, «Динамо», «Зенит», «Зенит-2» (Ленинград/Санкт-Петербург) и «Эрзи» Петрозаводск, затем работал в футбольной школе Красногвардейского района при стадионе «Турбостроитель».
После окончания тренерской карьеры Зинченко стал генеральным директором Федерации футбола Санкт-Петербурга, являлся делегатом на матчах Премьер-лиги.

## Достижения
- Двукратный чемпион Австрии (1981/82, 1982/83)
- Обладатель Кубка Австрии (1982/83)
- Двукратный финалист Кубка СССР (1969, 1971)